# Ustrem
Ustrem (bulgariska: Устрем) är ett distrikt i Bulgarien.   Det ligger i kommunen Obsjtina Topolovgrad och regionen Chaskovo, i den sydöstra delen av landet, 270 km öster om huvudstaden Sofia.
Trakten runt Ustrem består till största delen av jordbruksmark. Runt Ustrem är det ganska glesbefolkat, med 28 invånare per kvadratkilometer.